# Alf Morris, Baron Morris of Manchester
Alfred Morris, Baron Morris of Manchester, AO, QSO, PC (* 23. März 1928 in Manchester; † 12. August 2012 in London) war ein britischer Politiker der Labour Party und Co-operative Party.

## Politische Karriere
Morris diente 1964–1997 als Parlamentsabgeordneter für den Wahlkreis Manchester und Wythenshawe. Er war parlamentarischer Privatsekretär von Fred Peart, dem Landwirtschaftsminister.
Morris, dessen Vater im Ersten Weltkrieg einen Giftgaseinsatz erlebt und ein Auge und ein Bein verloren hatte und dessen Gesundheitszustand sich als Folge dessen bis zu seinem Tode immer weiter verschlechterte, führte eine Kampagne für Behinderte. Nach dem Tod seines Vaters bekam seine Mutter keine Witwen-Rente. Vierzig Jahre später hat Morris durch eine Gesetzänderung für ähnliche Fälle bessere Renten geschaffen, nachdem er Minister für behinderte geworden war.
Im Jahr 1970 hat er erfolgreich den Chronically Sick & Disabled Persons Act eingeführt, dem weltweit ersten Gesetz, das Menschen mit Behinderungen besondere Rechte zuspricht. Im Jahr 1974 wurde er weltweit der erste Minister für Behinderte. Im Jahr 1991 führte der die Civil Rights (Disabled Persons) Bill ein und führte Kampagnen zum Golfkriegssyndrom.
Er wurde 1997 als Lord Morris of Manchester, of Manchester in the County of Greater Manchester als  Life Peer ins britische Oberhaus berufen. Er war außerdem ein lebenslanges Gewerkschaftsmitglied der GMB Union und diente als President des Co-operativen Kongresses von 1995.

## Biografie

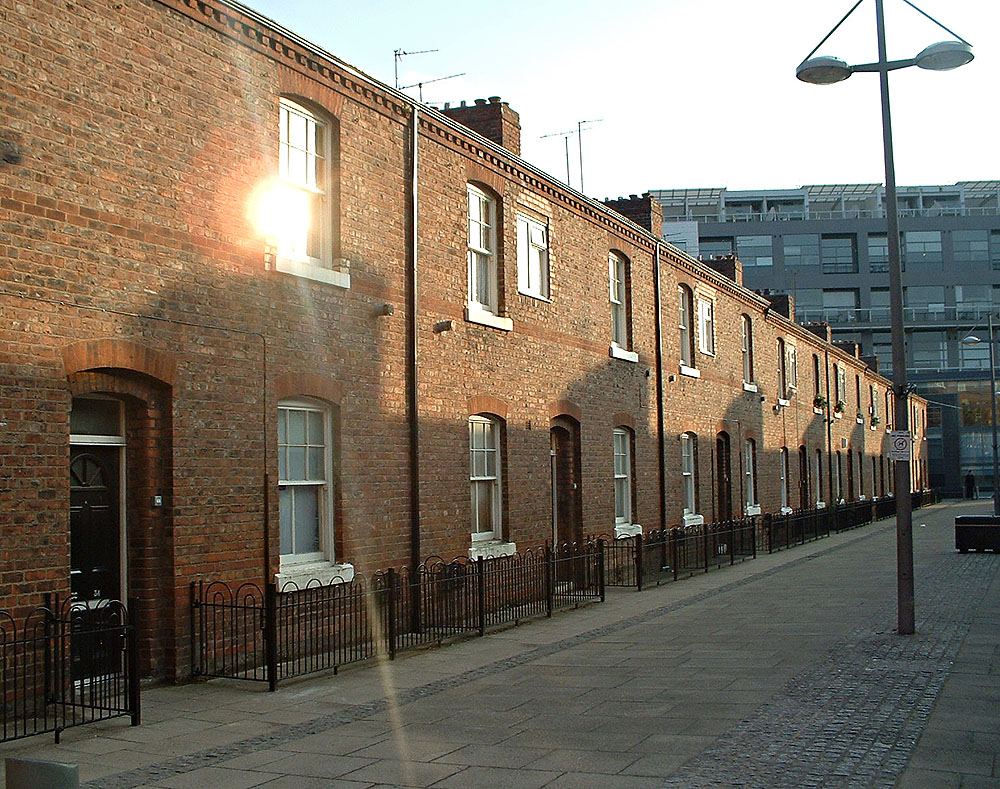
Eine Straße in Ancoats, Manchester

Morris war eins der acht Kinder von George Henry Morris und dessen Ehefrau Jessie Murphy und wuchs in ärmlichen Umständen in der Grace Street, Ancoats, Manchester, auf.
Im Jahr 1935 zog die Familie in eine Neubausiedlung in der Gemeinde Newton Heath um. Dort verbesserten sich die Lebensumstände der Familie. Er ging auf die Brookdale Park School Newton Heath, Manchester zusammen mit seinem Schulfreund Harold Evans, der als Herausgeber von The Sunday Times, später einen Leitartikel schrieb, in dem er sagte: „Als sich die Zeit auf die Unterhauswahlen von 1970 zubewegte, war Alf Morris's Bill das einzige Gesetz, das es wert war, erhalten zu werden.“ Er ging später auf die Abendschule und arbeitete ab einem Alter von 14 Jahren als Sekretär in der ortsansässigen Wilsons-Brauerei.
Morris absolvierte 1946–48 seinen Militärdienst in der Armee, hauptsächlich im Mittleren Osten. Er studierte danach am Ruskin College, Oxford (1949–1950), erhielt 1953 vom St. Catherines College, Oxford einen Bachelor of Arts in Geschichte der Moderne und machte an der Manchester University einen Aufbaustudiengang zum Lehrer. Er arbeitete zunächst als Schullehrer in Manchester und danach von 1954 bis 1956 als Hochschullehrer in Sozialgeschichte sowie 1956–1964 als Sachbearbeiter für Industriebeziehungen für die Energieversorgungsindustrie.

## Familie
Er heiratete 1950 Irene Jones und hatte mit ihr zwei Söhne und zwei Töchter. Sein Bruder Charles Morris und seine Nichte Estelle Morris waren auch Parlamentsabgeordnete für die Labour Party. Lord Morris starb im Alter von 84 Jahren am 12. August 2012 nach einer kurzen Krankheit im Krankenhaus.